# Tetrablemma ziyaoense
Espèce
Synonymes
- Tetrablemma ziyaoensis Lin & Li, 2014

Tetrablemma ziyaoense est une espèce d'araignées aranéomorphes de la famille des Tetrablemmidae.

## Distribution
Cette espèce est endémique du Guangxi en Chine,. Elle se rencontre dans la grotte Yinhe dans le xian de Fusui.

## Description

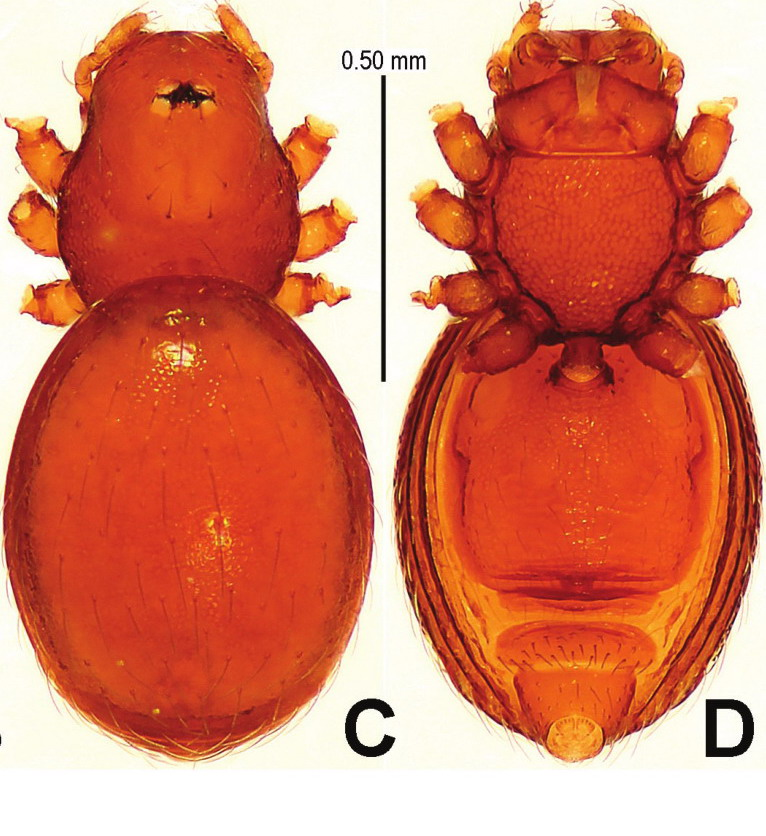
Tetrablemma ziyaoense ♀

Le mâle holotype mesure 1,13 mm et la femelle paratype 1,21 mm.

## Étymologie
Son nom d'espèce, composé de ziyao et du suffixe latin -ensis, « qui vit dans, qui habite », lui a été donné en référence au lieu de sa découverte, le village de Ziyao.

## Publication originale
- Lin & Li, 2014 : New cave-dwelling armored spiders (Araneae, Tetrablemmidae) from southwest China. ZooKeys, no 388, p. 35-67 (texte intégral).